# Antestèries

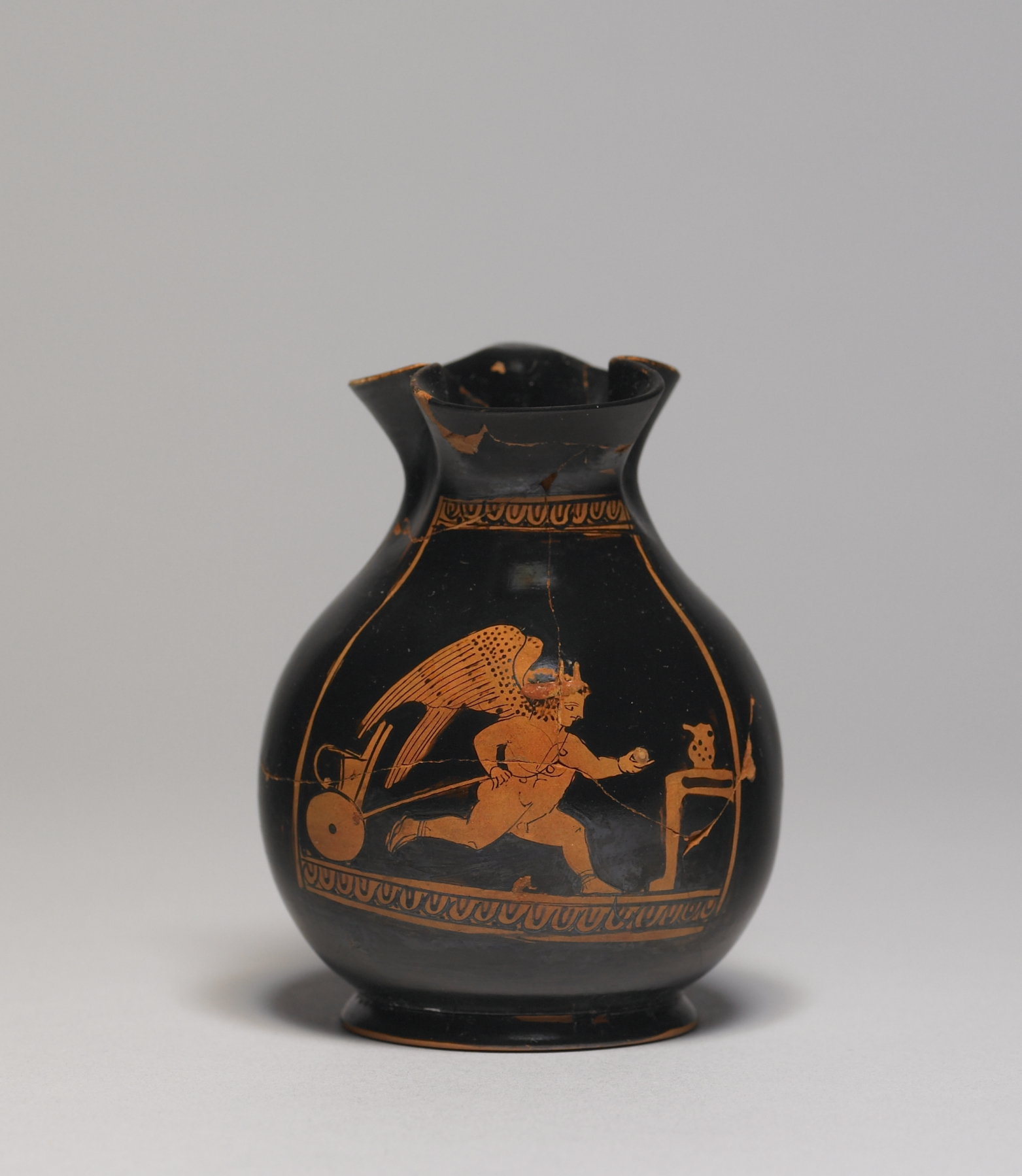
Recipinent per al vi anomenat cus, com els que es regalaven durant les Antestèries. En la decoració d'aquests recipients sovint apareixen nens fent burla dels adults, en aquest un Eros infant estira d'un carretó de joguina. (Walters Art Museum)

Les Antestèries (grec antic: Ἀνθεστήρια, Anthestéria) eren un conjunt de tres dies festius relacionats amb Dionís que se celebraven anualment a Atenes en època clàssica. Segons alguns autors, el nom en grec prové de ἄνθος (anthos, 'flor') i, per tant, significa 'la festa de les flors', tot i que els autèntics protagonistes eren el vi i els difunts. Cada dia de la festa tenia un nom propi: Pitègia (Πιθοίγια), Coes (Χοαί) i Citros (Χύτροι). En alguns aspectes s'ha relacionat les Antestèries amb dues festes romanes: les Lemuràlies i les Rosàlies.

## Orígens
El nom prové del mot ἄνθος, que significa 'flor' i relaciona les Antestèries amb el creixement de les plantes. A. W. Verrall explica el nom dient que era la festivitat de la «revocació», i que tenia relació amb el terme ἀναθέσσασθαι (anathessasthai, 'fer pregària pel retorn') per la creença que es podia invocar la presència dels morts en el món dels vius. Aquesta definició podria haver sorgit per la comparació amb la festa de l'obertura del mundus que feien els romans. Segons Jane Ellen Harrison, les Antestèries eren en un principi una festivitat adreçada a «totes les ànimes», amb l'objectiu de congraciar-se amb els esperits dels ancestres. Per aquesta autora, la Pitègia era la festivitat de l'obertura de les tombes, atès que el πίθος (pithos) era una mena d'urna allargada que feien servir per enterraments. Les Coes eren el dia de les libacions (derivat de χοαί, khoai), i els Citros eren el dia dels clots per fer enterraments (derivat de χύτραι,khýtrai, 'recipients'). Acadèmics posteriors com ara Eleanor Rohde i Martin P. Nilsson han relacionat els Citros amb el significat d''envasos per l'aigua', i els han connectat amb la cerimònia de la Hidrofòria, un ritual de libacions amb aigua del qual es diu que servia per a propiciar els difunts que havien mort en el diluvi en què Deucalió es va salvar.
El mes d'Antesterió es deia així per aquesta festa, i no a la inversa. El nom d'aquest més existeix tant al calendari àtic com al de la Jònia. Es creia que a l'antiguitat aquesta festa va precedir la colonització jònica, sent la forma més antiga dels rituals anomenats Misteris d'Eleusis. Un element arcaic era l'elecció del rei (βασιλεύς, basileus). Durant la festa, la consort del rei (basilinna) era lliurada a la divinitat en un matrimoni místic (hieros gamos), el qual se celebrava al Bucòlion (Βουκόλιον) dins l'àgora. Què implicava i fins a quin punt la unió era física és encara avui matèria de discussió. Walter Burkert ha interpretat aquesta cerimònia com una representació del mite segons el qual el fundador de l'Àtica, Teseu, va lliurar Ariadna a Dionís.

## Activitats

### Pitègia
El primer dia de la festa, anomenat Pitègia (Πιθοίγια, Pithóigia, 'obertura de les bótes', derivat del verb οἴγειν 'obrir'), s'oferien libacions al déu Dionís amb el vi de les bótes acabades d'encetar. Tots els membres d'una casa, fins i tot els esclaus, participaven en la celebració. Les habitacions i els recipients per beure eren adornats amb flors, així com es guarnia als nens de més de tres anys.

### Coes
El segon dia eren les Coes (Χοαί, khoai, 'libacions'), i era un dia per expressar alegria. La gent es vestia de forma divertida, alguns es disfressaven de personatges mitològics relacionats amb Dionís i passaven a visitar els seus amics o familiars. S'organitzaven concursos de beure, per exemple el guanyador podia ser aquell qui buidava més ràpidament el seu got de vi bevent-se'l o el primer a beure's tres litres. Altres feien les libacions pels difunts, això vol dir que deixaven anar un raig de vi sobre les tombes dels parents. També es feia un ritu de tipus estatal al santuari de Dionís Limneu ('Dionís dels pantans'), un lloc que romania tancat la resta de l'any. La basilissa (βασίλισσα o βασιλίννα, basilinna), protagonitzava una cerimònia de matrimoni amb el déu del vi, en la qual era solemnement assistida per catorze matrones ateneses anomenades gerees, triades pel basileu, les quals feien jurament de mantenir en secret el que passava durant la cerimònia. R Seaford ha fet notar que el fet d'usar el mot basilissa en aquesta cerimònia és senyal que l'origen del ritu es remunta als temps anteriors al fet que Atenes fos una democràcia.
Els dies en què se celebraven la Pitègia i les Coes tenien caràcter de ἀποφράδες (apophrades, 'dies inapropiats' o 'dies contraris als déus'), en la cultura romana l'equivalent seria el dies nefastus; i també de μιαραί (miarai, 'impurs'), perquè era quan els esperits dels morts sortien del món subterrani i es passejaven entre els vius. Segons narra Foci, la gent mastegava fulles de fràngula i empastifaven les portes amb quitrà per protegir-se del mal que podien portar els esperits. Però en el fons el caràcter festiu de les cerimònies era el que predominava.

### Citros
El tercer dia s'anomenava Citros (mot derivat de χύτρος, 'recipient', per tant, 'la festa dels recipients'), dedicada als morts. Es portava una olla amb farina de civada (en grec antic: παγκαρπία) en ofrena a Hermes Ctoni, Hermes en la seva funció de déu de l'inframon. La cerimònia de les Hidrofòries consistia a oferir als difunts libacions d'aigua regant les seves tombes i invitant-los a tornar al món dels morts.
Finalment es feia una mena de representació teatral improvisada i acabaven amb la fórmula «Partiu, queres, les Antestèries s'han acabat».

## Interpretació

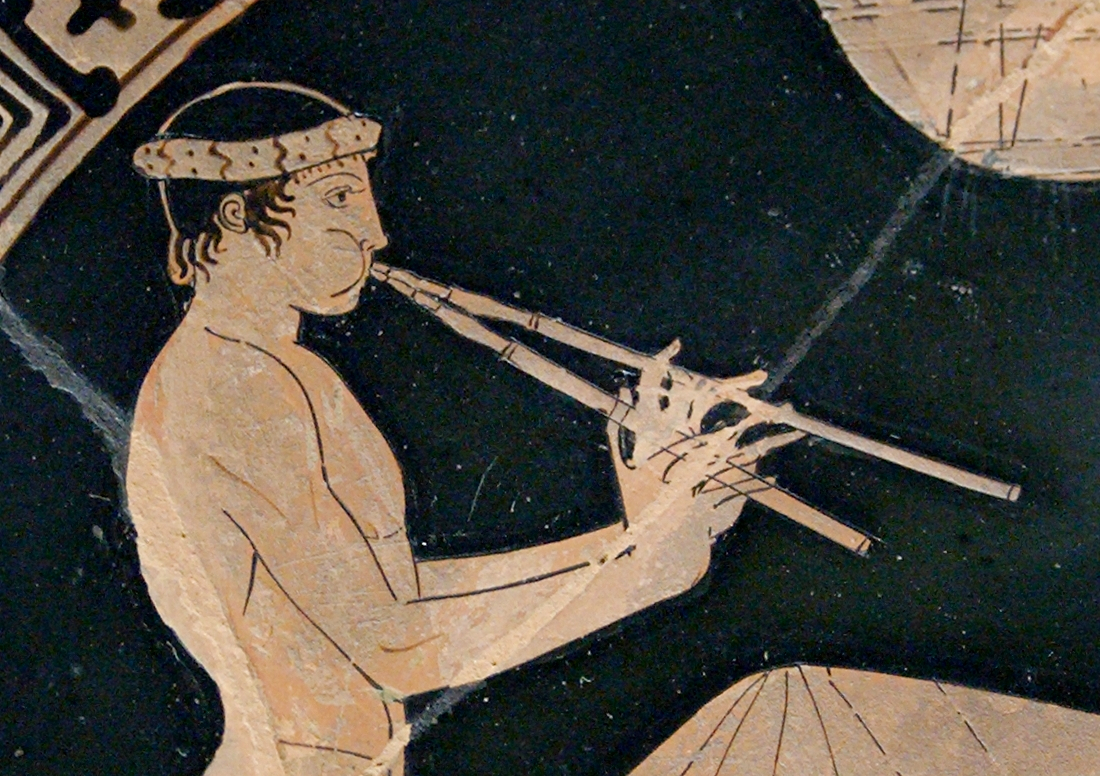
Home tocant un aulos, l'instrument que acompanyava les danses de les Antestèries. Decoració d'un plat del 460 aC, Museu del Louvre.

El sentit d'Antestèria com a festa de les flors és difícil d'interpretar, ja que les flors no tenien lloc en aquesta celebració. Segons Henri Jeanmaire, eren els difunts els autèntics protagonistes. Jean Haudry li ha donat a anthos un significat d'«obscuritat» i així es podria interpretar la festa com una celebració del traspàs de la foscor del món dels morts cap a la dels vius o la transició de la foscor hivernal cap a la claror de la primavera. Cal tenir en compte que el mes anomenat Antisterion coincidiria amb unes dades a l'actual calendari que estarien entre finals de febrer i començaments de març.
Per la mateixa interpretació de les Antestèries com a celebració de traspàs i creixement o transformació, té sentit la tradició de regalar als nois una petita gerra per a beure vi anomenada khous. Aquest regal simbolitzava el pas de nen a home, si més no a nivell moral, ja que a partir de llavors se'l permetia començar a beure vi com un adult. Els nens entre tres i quatre anys també rebien un khous que estava decorat amb imatges de nens jugant, però la diferència entre el regal del més petits i el dels nois més grans era que en el cas dels menuts només servia per fer un tast simbòlic. Aquestes gerres s'han trobat en sepulcres de nens que havien mort a prematura edat.

## Concurs
Les Antestèries van donar donar lloc a un concurs teatral destinats a premiar actors. Plutarc atribueix la seva creació a l'orador Licurg (segle IV aC). El guanyador de l'àmbit rural tenia dret a participar en un altre concurs, el de la Dionísia urbana. El lloc del concurs probablement era al Teatre de Dionís.
Segons Filòstrat, les Antesteries eren també l'ocasió en què es feien, si més no en temps d'Apol·loni de Tíana (finals de segle I aC), danses lascives acompanyades amb el so de l'aulos i d'una lectura de l'epopeia òrfica.